# Абу Убайд аль-Джузджани
Абу Убайд аль-Джузджани (ум. 1070; перс. ابو عبيد جوزجانی‎) — персидский врач и летописец из Джаузджана. Жил в эпоху "Золотого века ислама".
Он был знаменитым учеником Ибн Сины, с которым впервые познакомился в Горгане. Провёл много лет со своим учителем в Исфахане, став его спутником на всю жизнь. После смерти учителя он завершил автобиографию Ибн Сины, добавив заключительный раздел. 
Историк Ибн Абу Усайбиа упоминает, что что Ибн Сина и его близкий товарищ Абу Убайд жили вместе в резиденции Шейха ар-Раиса — титул, данный Ибн Сине и проводили каждую ночь за изучением «Канона врачебной науки» и «Книги исцеления».